# Peels
Peels var en civil parish 1866–1955 när det uppgick i Harbottle, i grevskapet Northumberland i England. Civil parish var belägen 12 km från Elsdon och hade 44 invånare år 1951.